# استحسان
الاستحسان أداة لاستنباط الأحكام الشرعية عند غياب النصوص وعجز ما يسبقها من أدوات وقد توسع فيه الأحناف وغيرهم وعدوه مصدراً من مصادر التشريع بعد الوحيين والقياس والإجماع. والاستحسان جاء من الحسن، وبذلك فإن الفقيه الذي يرى في الاستحسان مصدراً يعول على حسن وقبح المسألة فيحكم بحرمتها أو كراهتها. ومن عارض الاستحسان من الأصوليين والفقهاء كثر وربما كانوا أكثر من مؤيديه، وحجتهم أن الاستحسان من أعمال العقل وربما خضع للهوى وكان نسبياً، فما يعده البعض قبيحاً عده آخرون غير قبيح.

## تعريفات
الاستحسان لغة: مشتق من الحسن: قال ابن منظور: "والحسن - محركة - ما حسن من كل شئ: فهو استفعال من الحسن، يطلق على ما يميل إليه الإنسان ويهواه، حسيّا كان هذا الشئ أومعنويا، وإن كان مستقبحا
عند غيره" أ.هـ.(1)
واصطلاحا: اختلف الأصوليون في تعريف الاستحسان فقال بعضهم: إنه دليل ينقدح في نفس المجتهد،
وتقصر عنه عبارته.(2)
وقال آخرون: هو العدول عن موجب قياس إلى قياس أقوى منه، أو هو تخصيص قياس بدليل أقوى
منه.(3)
وقيل: هو العمل بأقوى الدليلين، أو الأخذ بمصلحة جزئية في مقابلة دليل كلى.
وبالنظر إلى هذه التعريفات نجد أن تعريف الاستحسان يتلخص في أمرين:(5)
1. ترجيح قياس خفى على قياس جلى بناء على دليل.
2. استثناء مسألة جزئية من أصل كلى، أو قاعدة عامة بناء على دليل خاص يقتضى ذلك.

## أنواعه
للاستحسان أنواع عدة منها:
1. الاستحسان بالكتاب: مثل الوصية، فإن مقتضى القياسى عدم جوازها لأنها تمليك مضاف لما بعد الموت، وهو زمن تزول فيه الملكية، إلا أنها استثنيت من تلك القاعدة العامة بنص القرآن الكريم ﴿من بعد وصية يوصى بها أودين﴾ سورة النساء آية:11-12.
2. الاستحسان بالإجماع: مثل إجماع العلماء على جواز عقد الاستصناع وهو أن يعقد شخص مع آخر عقدا لصنع شيء من الثياب أو الحذاء بثمن معين، فإن مقتضى القياس بطلانه، لأن المعقود عليه وهو: العمل وقت العقد معدوم، ولكن أجيز العمل به لتعامل الناس به كل الأزمان من غير إنكار العلماء عليه.
وهناك أنواع أخرى له منها:
3. الاستحسان بالعادة والعرف.
4. والاستحسان بالضرورة.
5. والاستحسان بالسنة.
6. والاستحسان بالمصلحة.
7. والاستحسان بالقياس الخفى وأمثلتها مبثوثة في كتب الأصول.

## حجيته
- هو حجة شرعية عند: الحنفية والمالكية والحنابلة والإباضية، وأنكر حجيته الشافعية والظاهرية والمعتزلة والشيعة فليس عندهم بدليل يعتد به.
- حجيته عند الشافعي : لم ينكر الاستحسان بشروطه وقواعده المعروفة كما شاع عند الكثيرين، إنما أنكر الاستحسان القائم على الهوى المتحرر من أي نص أو ضابط شرعي.
- يرى الأشاعرة أن لا حكم للعقل في حُسْن الأَشياء وقبحها، فالحاكم بالحسن والقبح في جميع الأفعال إنما هو الشرع لا غير [3] وبالتالي لا حَسَنَ إلاَّ ما حسّنه الشارع، ولا قبيح الاَّ ما قبحه. فلو كان الظلم قبيحاً، فلأن الشارع نهى عنه، ولو كان العدل حَسَناً فلأنه أمَر به. ولو عكس وجعل العدل قبيحاً والظلم حَسَناً، لكان كما قال. والأشعري، هو أوّل من قام بالبحث الكلامى في ردّ قاعدة التحسين والتقبيح العقليين.[4][5]

## الاستحسان عند الشيعة
يُسمى الحسن والقبح العقليين، وهو من المسائل المهمة في بحث العدل عند الاثنا عشرية الذي يعتبر من المواضيع الرئيسية في علم الكلام. ويراد بها إدراك العقل بذاته لحُسن بعض الأفعال وقبح بعضها. وعلماء الشيعة المتأخرين على إثباته، يقول الحلّي: «ذهبت الإمامية ومن تابعهم من المعتزلة إلى أنّ من الأفعال ما هو معلوم الحسن والقبح بضرورة العقل، ومنها ما هو معلوم بالاكتساب أنه حسن، أو قبيح، كحسن الصدق الضار، وقبح الكذب النافع. ومنها ما يعجز العقل عن العلم بحسنه أو قبحه فيكشف الشرع عنه كالعبادات».